# Алдона Васіляускєне
Алдона Владіслава Паядайте-Васіляускєне (варіанти передачі прізвища українською: Васіляускене, Васіляускенє, Василяускене, Василяускєнє; лит. Aldona Vladislava Pajėdaitė-Vasiliauskienė; 23 липня 1945, с. Гальвіджяй, волость Сведасай — 12 липня 2025, Вільнюс) — литовська історикиня, педагогиня, громадська діячка. Докторка гуманітарних наук (кандидатка історичних наук, 1990). Академік Литовської католицької академії наук. Дослідниця історії литовських католицьких парафій і духовенства, українсько-литовських культурних зв'язків та історії Чину святого Василія Великого в Литві й Україні.

## Життєпис
Народилася 23 липня 1945 року в селі Гальвіджяй (Анікщяйський район, Литва). Через переслідування сім'ї радянською владою з 1948 року зростала у селищі Скапішкіс (Купішкіський район) у тітки — Вікторії Жіогюнайте (сестри матері).
Навчалася у Вільнюському музичному технікумі імені Ю. Таллат-Кельпші, здобула спеціальність канклінінки (виконавиці на литовському національному струнному інструменті — канклес). У 1964—1975 роках працювала в різних школах Вільнюса. 1974 року заочно закінчила історичний факультет Вільнюського університету.
У 1975—2006 роках — старша лаборантка історичного факультету Вільнюського університету, пізніше — провідна наукова співробітниця Центру релігієзнавчих досліджень. У 2004—2010 роках — старша наукова співробітниця Шяуляйського університету, у 2006—2008 — доцентка кафедри католицького богослов'я історичного факультету Вільнюського педагогічного університету.
З 1992 року стала першою дослідницею інтелектуального католицького руху в Литві, зокрема діяльності Литовської католицької академії наук. За її ініціативи було створено секцію історичних наук при Академії, яку вона очолювала у 1992—2007 роках.
Від 2001 року займалася україністикою — вивчала історичні та культурні зв'язки між литовцями й українцями, історію та діяльність Чину святого Василія Великого у Литві та Україні. Президентка Асоціації істориків Литви й України (від 2000), провідна наукова співробітниця Львівського національного університету імені Івана Франка.
Померла 12 липня 2025 року у Вільнюсі після важкої недуги.

## Основні праці
Авторка й упорядниця понад 20 книг, зокрема:
- Kai akademikas kunigas Antanas Liuima SJ prabyla… («Коли академік-священник Антанас Ліуїма SJ заговорив…», 1995)
- Stasio Antano Bačkio gyvenimo ir veiklos bruožai («Нарис життя і діяльності Стасіса Антанаса Бачкіса», 1996)
- Arkivyskupas Juozapas Jonas Skvireckas. Gyvenimas ir veikla («Архієпископ Юозапас Йонас Сквірецкас: життя і діяльність», 1998)
- Monsinjoras Jonas Juodelis (2001)
- Arkivyskupo Mečislovo Reinio gyvenimo ir veiklos datos («Дати життя і діяльності архієпископа Мечисловаса Рейніса», 2003)
- Monsinjoras Klemensas Gutauskas: monografija (2004)
- Monsinjoras Petras Baltuška: monografija (2011)
- Šv. Bazilijaus Didžiojo ordinas: iš liaudies — liaudžiai («Чин святого Василія Великого: від народу — народові», 2017)
- Pranas Sližys: dirigentas, vargonininkas, kompozitorius («Пранас Сліжис: диригент, органіст, композитор»).

Її дисертація Списки Другого Литовського статуту старобілоруською мовою (палеографія, хронологія, дипломатія) була перекладена українською під назвою Кириличні списки Другого Литовського Статуту: палеографія, хронологія, кодикологія й опублікована у 2004 році.
Підготувала до друку бібліографії П. Дундулієне (1980) і С. Лазутки (1984), а також, у співавторстві, перше видання Першого Литовського статуту (тексти старобілоруською, латинською та старопольською мовами, том 2, ч. 1, 1991).
Упорядниця книги про священника Ю. Чепену (2001), а також збірника статей про М. Крупавічуса (спільно з Е. Крікшчюнасом, 2007).
Опублікувала понад 950 статей у періодиці. Її праці увійшли до збірників Kupiškis: Gamtos ir istorijos puslapiai («Купішкіс: сторінки природи та історії», 2009), Kupiškis: Naujausi moksliniai lokaliniai tyrimai («Купішкіс: новітні локальні наукові дослідження», 2016), Skapiškis. Senovė ir dabartis («Скапішкіс. Минуле й сучасність», 2019).
У влісній садибі в Скапішкісі створила кімнату пам'яті архієпископа Мечисловаса Рейніса, організовувала наукові конференції та інші культурні заходи.

## Нагороди
- Лицарський хрест ордена «За заслуги перед Литвою» (16 лютого 2016)[4]
- Орден княгині Ольги III ступеня (Україна, 2006)[3]